# Marcha de la Vuelta Ciclista del Uruguay
La Marcha de la Vuelta Ciclista del Uruguay es una pieza musical característica de la Vuelta Ciclista del Uruguay desde 1950.

## Origen
Cuando se desarrollaba la Segunda Guerra Mundial, las embajadas estadounidenses solían enviar a los medios de comunicación discos con música interpretada por bandas militares.
El origen de la marcha data de 1949, cuando el creador de la Vuelta, Enrique Pelicciari (quién trabajaba en CX 18 Radio Sport), le solicitó al pianista Walter Alfaro, un tema musical característico para la carrera. Alfaro, que trabajaba en CX 14 El Espectador (radio socia de Sport y ambas denominadas Radiodifusoras del Uruguay), había escuchado años atrás una marcha interpretada por la banda de la marina estadounidense llamada "Betty la colegiala" ("Betty Co-ed"), canción de Rudy Vallee & the Connecticut Yankees de 1931, la cual le había parecido muy agradable y le había quedado en la memoria.
El ritmo de la canción le pareció adecuado para servir de aliento y estímulo a los ciclistas que participaban de la Vuelta Ciclista. Esta idea se la transmiten a Carmelo Gaitán, exciclista e integrante de Radio Sport como comentarista de la Vuelta y le solicitan a Víctor Soliño (integrante del directorio de Difusoras del Uruguay) que escribiera la letra de la futura marcha. Soliño había sido letrista de la Troupe ateniense y había compuesto piezas musicales de gran difusión en carnaval.

## Grabación
La grabación de la marcha se realizó en 1950. Walter Alfaro formó el coro con los propios empleados de las dos radios. Cuando estuvo lista reunió a todo el personal tanto de CX14 como de CX 18; telefonistas, operadores, locutores, administrativos y grabaron la marcha con el único auxilio del tenor del SODRE Alejandro Giovanini.
Se utilizó la música original de la banda de la marina estadounidense sobre la cual se grabó la letra, tarea encargada a Carlos Beisso, jefe de grabaciones.
La letra escrita por Soliño no cubría toda la parte musical, con lo cual la solución de Alfaro, en vez de repetir el solo fue silbar esa parte.
A pesar de que la idea original era hacer algo provisorio y en un futuro hacer una grabación mejor, la Marcha de la Vuelta se convirtió en una especie de himno que se mantiene hasta hoy en día.